# IC 4031
IC 4031 ist eine elliptische Galaxie vom Hubble-Typ E0 im Sternbild Jagdhunde am Nordsternhimmel. Sie ist schätzungsweise 718 Millionen Lichtjahre von der Milchstraße entfernt und hat einen Durchmesser von etwa 40.000 Lichtjahren.

In derselben Himmelsregion befinden sich u. a. die Galaxien IC 3980, IC 4001, IC 4037, IC 4063.
Das Objekt wurde am 21. März 1903 von Max Wolf entdeckt.